# Ivan Novosel'cev
Ivan Evgenijovyč Novosel'cev (in russo  Иван Евгеньевич Новосельцев?; trasl. angl. Ivan Novoseltsev; Mosca, 25 agosto 1991) è un ex calciatore russo, di ruolo difensore.